# Blood Alley
Blood Alley (bra: Rota Sangrenta; prt: Uma Aldeia em Fuga) é um filme norte-americano de 1955, do gêneros ação e aventura, dirigido por William Wellman e estrelado por John Wayne e Lauren Bacall.

## A produção
Apesar da ação ter lugar na China, as filmagens aconteceram em diversos locais da Califórnia. Houve pouca química entre a dupla central, mas ainda assim o diretor Wellman conseguiu uma boa dose de suspense e tensão neste que é mais um exemplo do tema "Wayne x Comunistas".
Paul Fix, Berry Kroeger, Mike Mazurki e Anita Ekberg interpretam personagens chineses.
O filme é mais lembrado por John Wayne tê-lo promovido em sua histórica aparição no telessérie I Love Lucy.

## Sinopse
Homem do mar, o Capitão Tom Wilder escapa de uma prisão na China com a ajuda de alguns aldeões. Quando a bela Cathy Grainger, filha de um missionário morto pelos comunistas, pede a ele que conduza seus salvadores até o porto de Hong Kong, ele não tem como negar.

## Elenco
| Ator/Atriz    | Personagem         |
| ------------- | ------------------ |
| John Wayne    | Capitão Tom Wilder |
| Lauren Bacall | Cathy Grainger     |
| Paul Fix      | Senhor Tso         |
| Joy Kim       | Susu               |
| Berry Kroeger | Feng               |
| Mike Mazurki  | Han                |
| Anita Ekberg  | Wei Ling           |

## Literatura
- «John Wayne». EBAL. Cinemin. 5 (3). 1984
- HIRSCHHORN, Clive, The Warner Bros. Story, Londres: Octopus Books, 1986 (em inglês)
- MALTIN, Leonard, Classic Movie Guide, segunda edição, Nova Iorque: Plume, 2010 (em inglês)